# Dorfkirche Wildenau (Schönewalde)

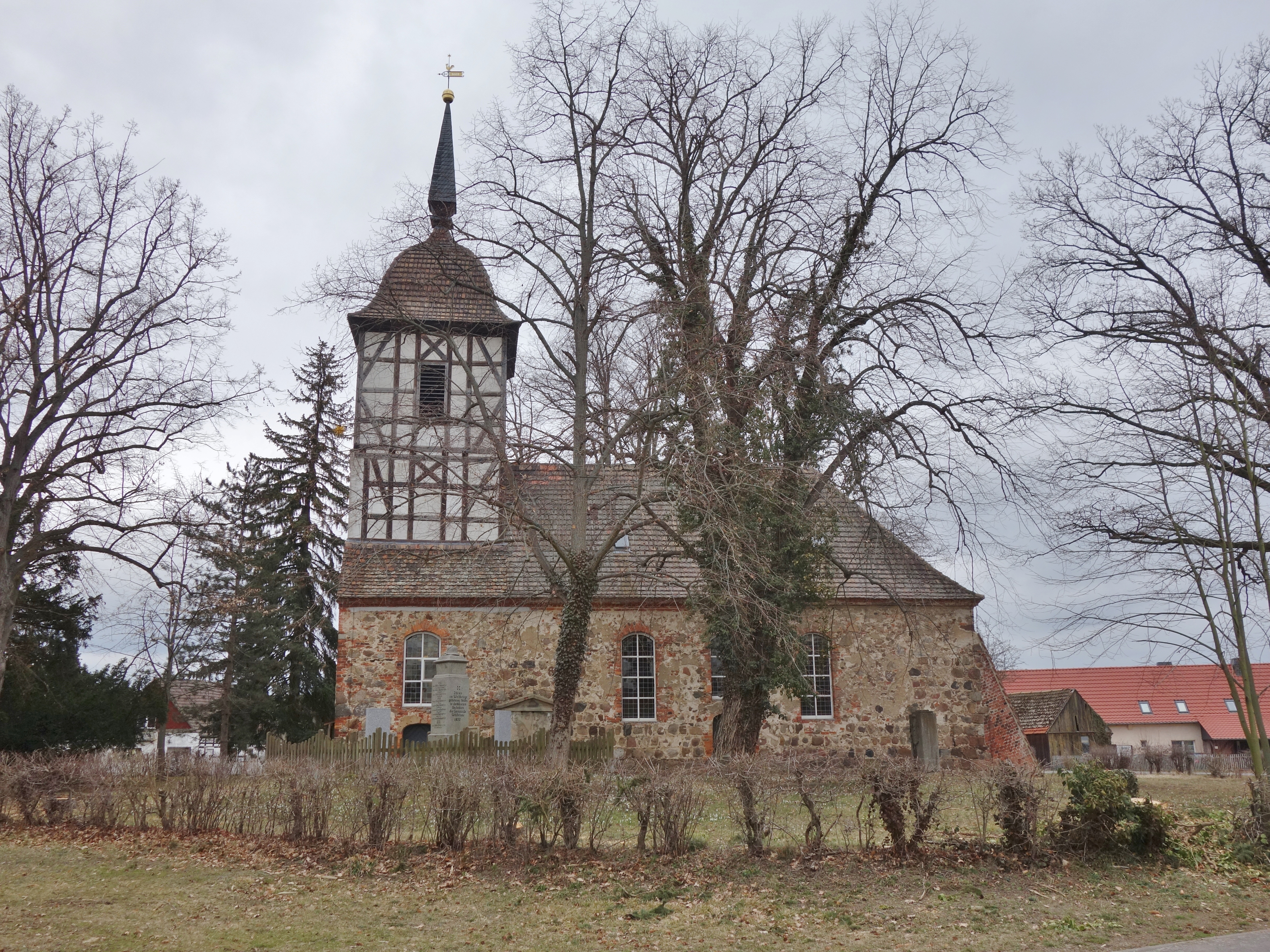
Dorfkirche Wildenau, Südansicht

Die Dorfkirche Wildenau ist ein Kirchengebäude im Ortsteil Wildenau der Gemeinde Schönewalde  im Landkreis Elbe-Elster des deutschen Bundeslandes Brandenburg. Die Kirchengemeinde gehört zum Pfarrbereich Knippelsdorf im Kirchenkreis Bad Liebenwerda der Evangelischen Kirche in Mitteldeutschland.

## Lage
Die Alte Dorfstraße führt von Südwesten kommend in nordöstlicher Richtung in den Ort. Im historischen Ortskern zweigt sie als Straße Zum Park in östlicher Richtung ab. Die Kirche steht südöstlich dieser Kreuzung zwischen zwei Dorfteichen auf dem Anger.

## Geschichte
Die Kirche ist ein frühgotischer, rechteckiger Feldsteinquaderbau aus dem Ende des 13. Jahrhunderts mit Rechteckchor. Das Dorf war über viele Jahrhunderte Pfarrort und wurde erst später vom Pfarramt Knippelsdorf aus betreut. Im späten Mittelalter wurde die Kirche erhöht und nach Westen verlängert. Dabei wurde ein unregelmäßiges Mischmauerwerk mit deutlichem Backsteinanteil genutzt. Um 1700 wurden die Fenster vergrößert und mit Backsteinfassungen versehen. Im Norden wurde im 18. Jahrhundert eine Patronatsloge für die Familie von Leipzig als Ziegelfachwerkbau mit Walmdach angebaut. Der quadratische Dachturm in Ziegelfachwerk mit geschweiftem Zeltdach ist von 1900 und wurde nach einem Brand 1953 erneuert. Die Kirche wurde von 1999 bis 2007 umfangreich saniert. Von 2002 bis 2003 wurde dabei das Dach instand gesetzt und das Fachwerk am Turm erneuert.

## Baubeschreibung

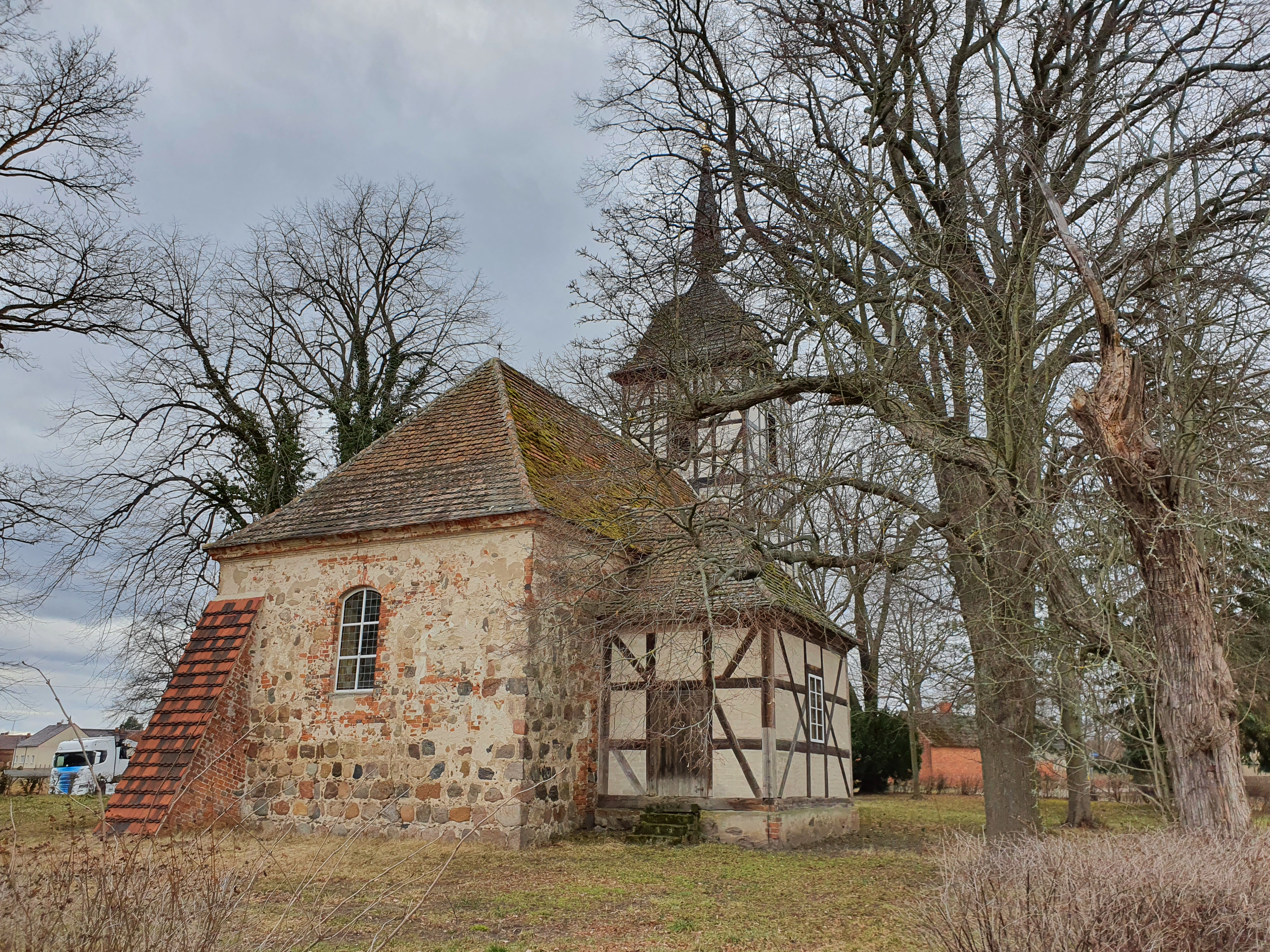
Nordostansicht mit Patronatsloge

Das Kirchenschiff hat einen rechteckigen Grundriss und wurde im Wesentlichen aus Feldsteinen errichtet, die behauen und vergleichsweise lagig geschichtet wurden. An der Ostwand ist mittig ein bienenkorbförmiges Fenster, an der Südostecke ein Strebepfeiler aus Mauerstein. An der Nordseite des Langhauses befindet sich die Patronatsloge. Sie wurde aus Fachwerk errichtet und kann durch eine Pforte von Osten her betreten werden. An der Nordseite ist ein schlichtes und hochrechteckiges Fenster. An der Südseite sind drei große und ebenfalls bienenkorbförmige Fenster. Das mittlere ist dabei hochgesetzt, um Platz für eine darunterliegende Pforte zu schaffen. An der östlichen Seite ist eine Priesterpforte. Am Turmunterbau ist an der Südwestseite eine weitere Pforte, darüber ebenfalls ein Fenster. Das untere Geschoss entstand aus unregelmäßigen Feldsteinen, darüber erhebt sich der Fachwerkturm. Er hat einen quadratischen Grundriss und besitzt an jeder Seite eine hochrechteckige Klangarkade. Darüber erhebt sich eine geschweifte Haube mit Turmspitze, Kugel und Wetterfahne.

## Ausstattung
Auf dem Kanzelaltar stehen zwei Schnitzfiguren, die die Apostel Petrus und Paulus zeigen. Die Figuren stammen aus dem 15. Jahrhundert und könnten daher von einem Vorgängeraltar stammen. An der West- und Ostwand befindet sich je eine Empore. Auf der westlichen Empore steht eine Orgel, die Wilhelm Rühlmann aus Zörbig im Jahr 1891 schuf; das Instrument ist im Jahr 2021 jedoch nicht spielbar. Der Innenraum besitzt eine flache Holzbalkendecke. Im Turm hängen zwei Bronzeglocken aus dem 14. und 15. Jahrhundert. Zur weiteren Kirchenausstattung gehört eine kelchförmige Sandsteintaufe, die um 1600 oder im frühen 17. Jahrhundert entstand. Sie steht entsprechend ihrer reformatorischen Bedeutung zentral im Chorraum der Kirche. Die reliefartige Ornamentik am Schaft war jedoch durch aufsteigende Feuchtigkeit stark beschädigt. Hinzu kam ein unsachgemäß reparierter Riss, der sich quer durch die Schale zog. Unklar war auch, ob die Farbfassung in blau, ocker und weiß ursprünglich war. Eine umlaufende Inschrift am oberen Rand der Schale war darüber hinaus mit einer Mörtelschicht verdeckt. Bei der Demontage stellten Experten fest, dass sich die vermeintliche Sockelplatte als Fundamentblock entpuppte, die bis zu einem halben Meter ungeschützt im Erdreich stand. Künftig soll eine Ummantelung mit Blei eindringende Feuchtigkeit verhindern. Die beschädigte Ornamentik soll behutsam wiederhergestellt werden, die originale Farbfassung in grün und goldfarben jedoch nur an wenigen noch vorhandenen Stellen gesichert werden. Der Riss konnte mittlerweile mit einem Dübel aus Edelstahl und Kalkmörtel geschlossen werden. Der restaurierte Taufstein wurde zu Ostersonntag 2022 in der Kirche aufgestellt. Der eingemeißelte Vers aus der Bibel wurde freigelegt, gab jedoch ein Rätsel auf. Er lautet: „MARCIAN LETZE WER DA GLEVPET UND GETAVFT WIRD, DER WIRD SELIG. WER AP(ER N)IHCT GLEVPET DER WIRT. V. D. CHRISTI“. Es handelt sich um ein Zitat aus dem Evangelium nach Markus: „Wer da glaubet und getauft wird, der wird selig werden; wer aber nicht glaubt, der wird verdammt werden.“ Mk 16,16 . Durch den Punkt nach dem Wort WIRT gehen Experten jedoch davon aus, dass der nachfolgende Text V. D. CHRISTI eher als verbum domini Christi (Wort des Herrn Gottes) übersetzt werden muss. Zahlreiche Grabsteine (Epitaphien), zum Teil aus dem Beginn des 17. Jahrhunderts, befinden sich an den Außenmauern der Kirche, vor allem von der Familie von Leipzig.